# Эренбург (дворец)
Эренбург (нем. Schloss Ehrenburg) — дворец в Кобурге, бывшая резиденция герцогов Саксен-Кобургских.
Дворец был построен в 1543—1547 гг в восточной части Кобурга на месте упразднённого монастыря францисканцев для переезда из Кобургской крепости Иоганна Эрнста Саксен-Кобурга. Дополнения были сделаны в начале XVII века. В 1690-е годы после пожара дворец был преобразован в трёхкрылый комплекс в стиле барокко, а в XIX веке получил готический фасад по проекту Карла Фридриха Шинкеля, а также гостиные и банкетные залы, выполненные в стиле французского ампира.
В замке часто останавливалась королева Виктория. Есть легенды, что первый постоянно действующий лифт построен именно к её покоям. Там же был установлен и первый в Европе унитаз со смывом.
С 1919 года сегодня дворец является музеем, около более двадцати исторически обставленных номеров можно осмотреть во время экскурсий. Особый интерес представляют две художественные галереи с работами Лукаса Кранаха старшего, голландских и фламандских художников XVI и XVII вв, а также романтические пейзажи.
Во дворце расположена Государственная библиотека Кобурга, в которой хранится около 450 тыс. томов современной и исторической литературы, а также около 400 рукописей и 151 инкунабула.
Из помещений дворца также известны внутренняя церковь в западном крыле, большой бальный зал и тронный зал.

## Галерея

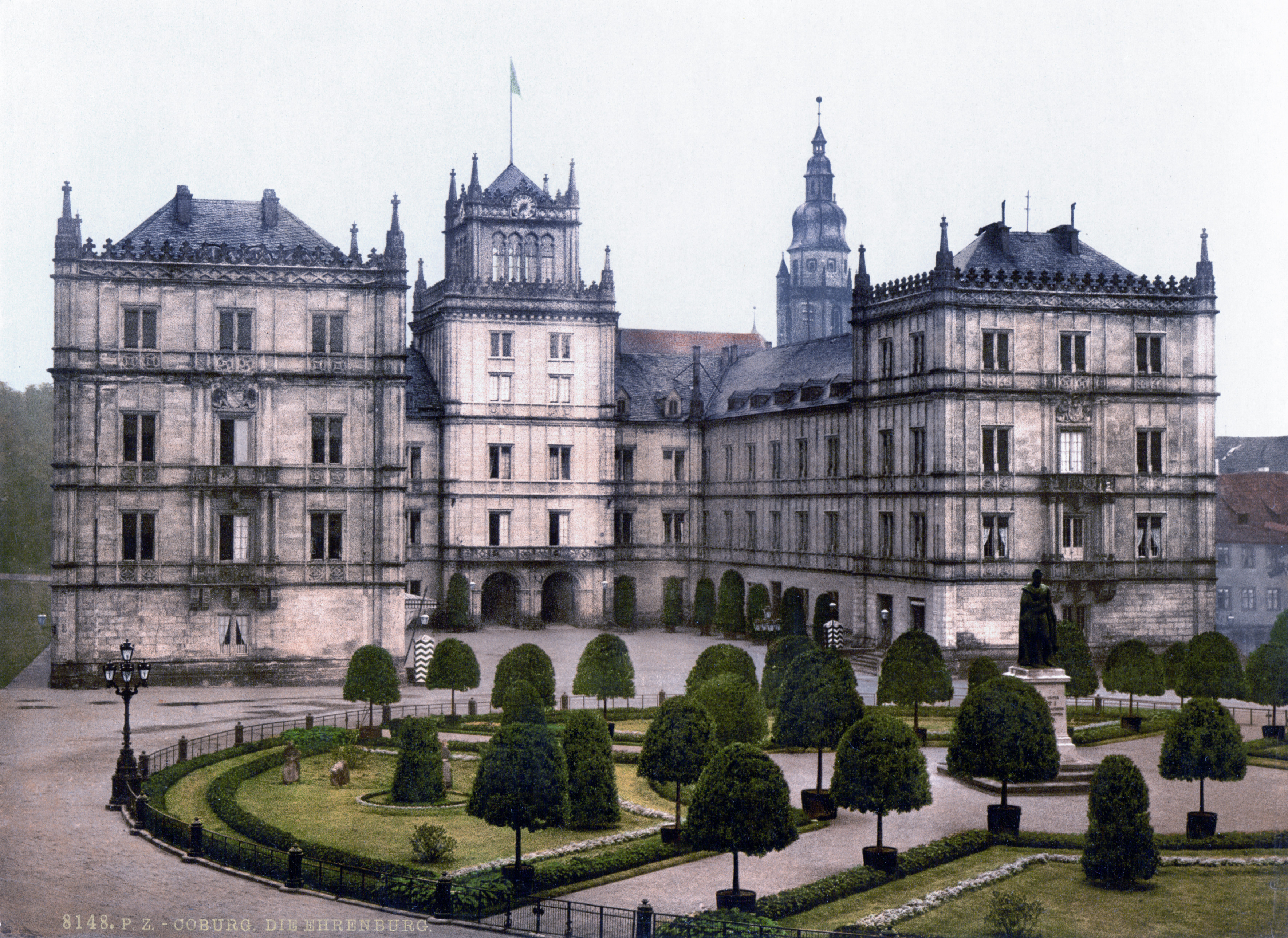
Дворец около 1900 года
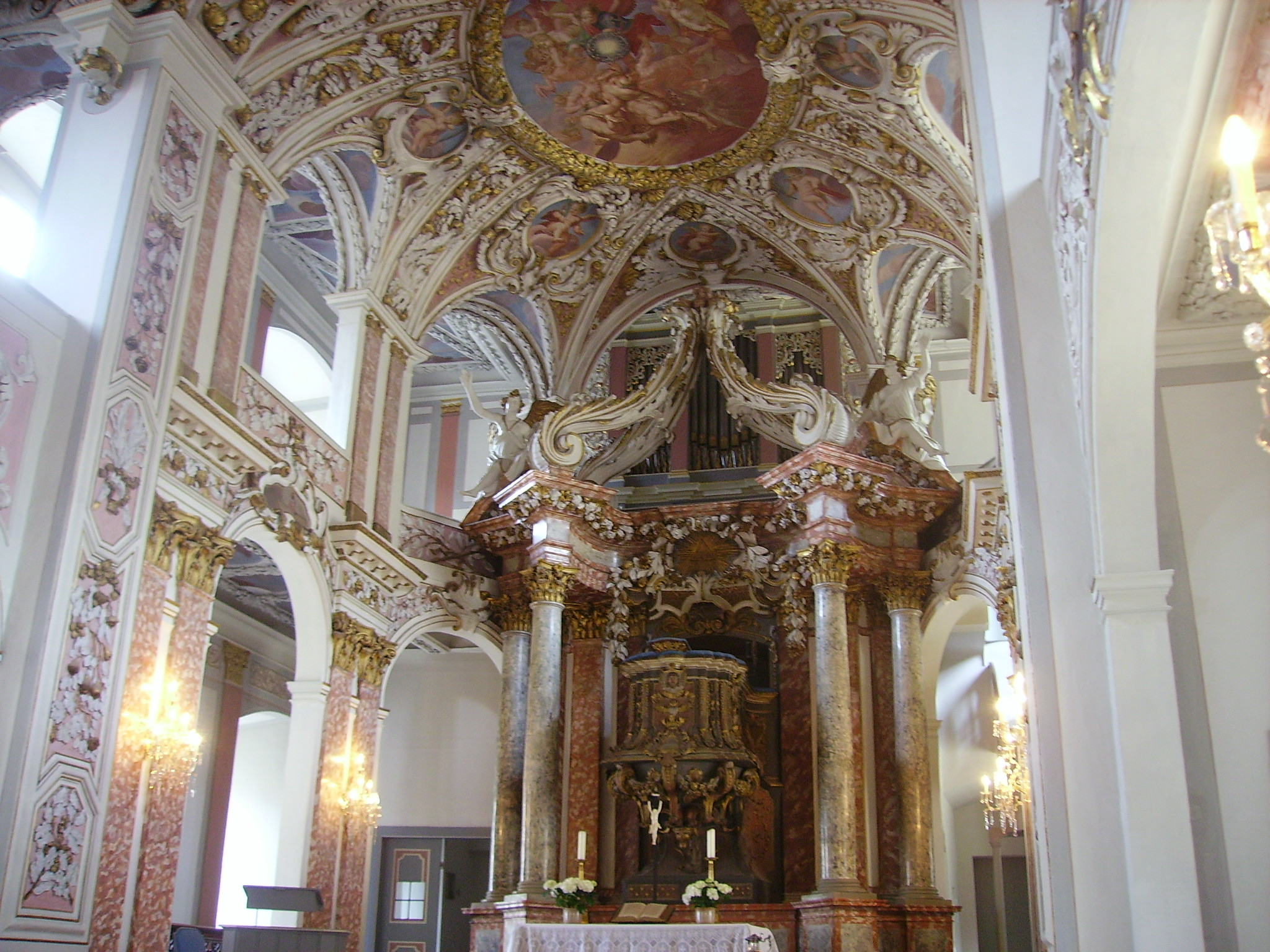
Интерьер церкви при дворце
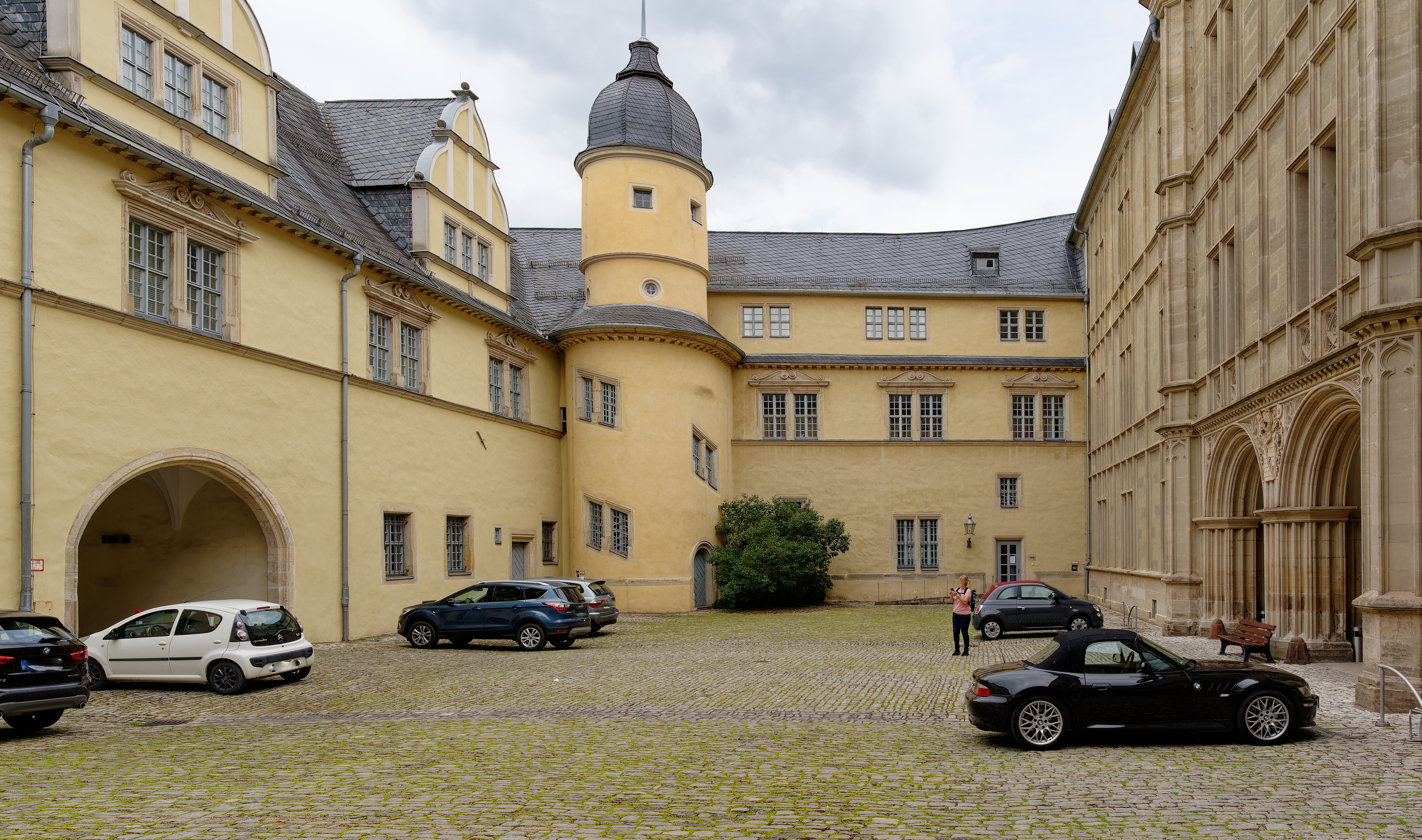
Внутренний двор
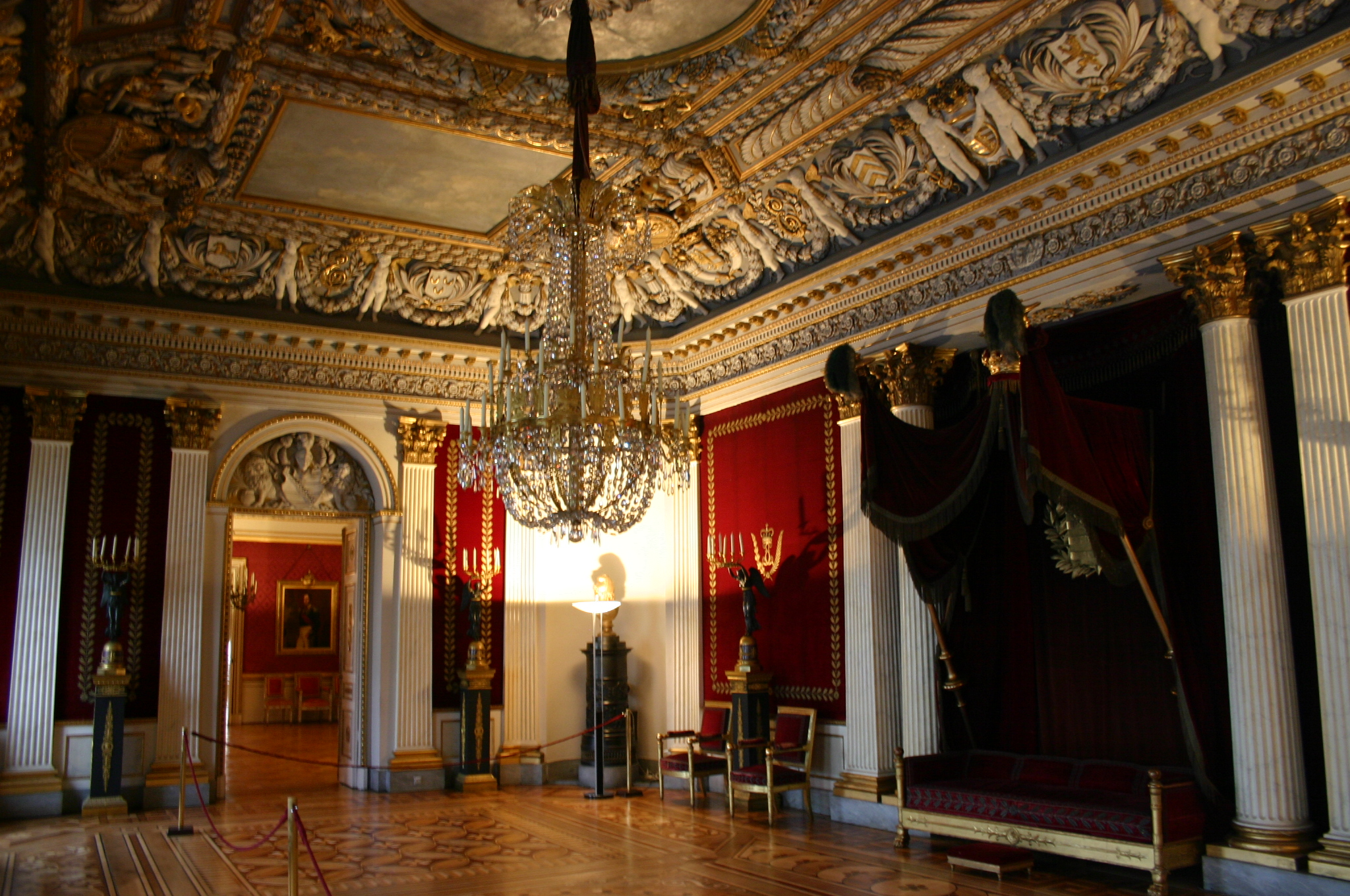
Тронный зал Эренбурга